# La Jeune Fille sans mains
La Jeune Fille sans mains (bra A Menina sem Mãos) é um filme de animação francês de 2016, um drama dirigido e escrito por Sébastien Laudenbach baseado no conto homônimo dos Irmãos Grimm.
Estreou no Festival de Cannes 2016 em 12 de maio.

## Elenco
- Anaïs Demoustier - garota
- Jérémie Elkaïm - príncipe
- Philippe Laudenbach
- Olivier Broche - pai
- Françoise Lebrun - mãe
- Sacha Bourdo - jardineiro
- Elina Löwensohn